# 莫爾黑德鎮區 (北卡羅萊納州加特利縣)
莫爾黑德鎮區（英語：Morehead Township）是位於美國北卡羅萊納州加特利縣的一個鎮區。

## 地方資料
莫爾黑德鎮區的面積為94.53平方千米，當中陸地面積為86.32平方千米，而水域面積為8.21平方千米。根據2020年美國人口普查的數據，當地共有人口25960人，而人口密度為每平方千米274.62人。